# ليام ريدغويل
ليام ريدغويل (بالإنجليزية: Liam Ridgewell)‏، من مواليد 21 يوليو 1984 في لندن في إنجلترا، لاعب كرة قدم إنجليزي.
بدأ مسيرته الكروية مع نادي أستون فيلا في عام 2001، وهو يلعب معهم حتى الآن، وقد أعير في عام 2002 إلى نادي بورنموث، ولعب معهم 5 مباريات.

## روابط خارجية
- ليام ريدغويل على موقع الدوري الأمريكي (الإنجليزية)
- ليام ريدغويل على موقع قاعدة بيانات كرة القدم.إي يو (الإنجليزية)
- ليام ريدغويل على موقع Soccerbase.com (لاعب) (الإنجليزية)
- ليام ريدغويل على موقع Soccerway.com (الإنجليزية)
- ليام ريدغويل على موقع عالم كرة القدم.نت (الإنجليزية)
- ليام ريدغويل على موقع AS.com (الإسبانية)